# Ягуарунді
Ягуарунді, пума ягуарунді (Puma yagouaroundi або Herpailurus yagouaroundi) — невеликий хижий ссавець із родини котових (Felidae), поширений в Америці від Мексики до центральної Аргентини. Мешкає у лісах, саванах, чагарниках і на луках, проявляє переважно денну активність. Добре лазить по деревах і плаває, але полює на землі. Ягуарунді має генетичне споріднення з пумою та гепардом. Має незвичний для родини зовнішній вигляд, дещо подібний до представників родини куницевих (Mustelidae). Ноги в ягуарунді короткі, голова пласкувата, а хутро практично без міток.

## Етимологія
Взагалі ягуарунді має щонайменше 41 назву, вживану для цього виду в різних частинах ареалу. Наукова назва yagouaroundi походить від гуаранського слова yaguarundi, яке використовують для назви цієї кішки. Слово yagua позначає м'ясоїдну тварину, rundi, імовірно, походить від irundi, що означає «чотири», або від hung'i — «коричнюватий», «брунатнувато-оранжевий». За іншими даними, undi, як і yaguára — слово з мов тупі-гуарані та undi означає «темний».

## Таксономія
Вид був таксономічно описаний 1803 року Етьєном Жоффруа під назвою Felis yagouaroundi. Назву роду Herpailurus запропонував М. Сєверцов у 1858 році. На основі генетичних досліджень, здійснених наприкінці XX століття вид було віднесено до роду Puma, що взяли до уваги й у виданні «Види ссавців світу». Однак наступні філогенетичні дослідження вказали на досить значну розбіжність між видами пума та ягуарунді — на додаток до значних відмінностях в анатомії та розмірах — і зараз ягуарунді переважно розглядають належним до власного роду Herpailurus.

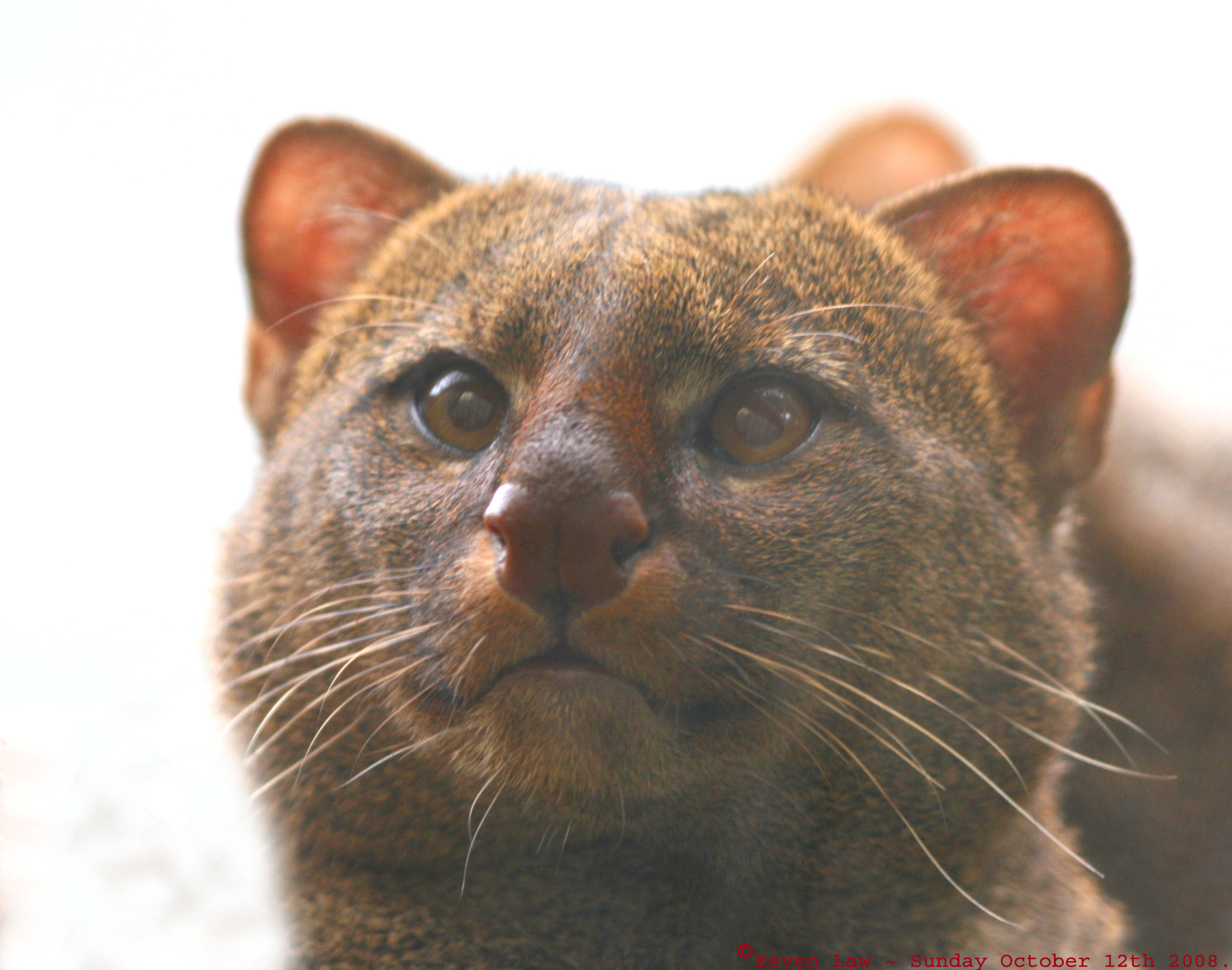
Ягуарунді-Ейра

У виданні «Види ссавців світу» розрізняють 8 підвидів ягуарунді:
- Puma yagouaroundi ameghini — населяє західну Аргентину
- Puma yagouaroundi cacomitli — південний Техас (можливо, зник[10]) і Мексика
- Puma yagouaroundi eyra — Бразилія, Парагвай, Аргентина
- Puma yagouaroundi fossata — Мексика і Гондурас
- Puma yagouaroundi melantho — Перу і Бразилія
- Puma yagouaroundi panamensis — від Нікарагуа до Еквадору
- Puma yagouaroundi tolteca — Аризона (сумнівно[11]) і Мексика
- Puma yagouaroundi yagouaroundi — Гаяна і ліси Амазонії.

Однак у результаті генетичного молекулярного популяційного та філогенетичного дослідження цього виду виявлено, що рівень гетерогенності генів серед передбачуваних підвидів або серед країн надзвичайно малий. Отже, слід розглядати цей вид таким, що не містить підвидів.

## Генетика та філогенетика
Хоча решта дрібних південноамериканських кішок має 36 хромосом, у ягуарунді їх 38 — стільки ж, як у котів Старого Світу. Крім того, ягуарунді унікальні тим, що вони не тільки не мають хромосом групи F, але також мають 5 пар хромосом групи Е. Одна з цих хромосом групи E аналогічна до хромосоми бенгальської кішки й кота-рибалки.
Як і в більшості котових, у ягуарунді 19 пар хромосом (2n=38), але їхній каріотип незвичайний. Ягуарунді має FN=76 з 36 метацентричними чи субметацентричними аутосомами. X-хромосома середніх розмірів і субметацентрична, тоді як Y-хромосома — мала субметацентрична.
Генетичні дослідження показали, що філогенетична лінія пуми, що включає роди Puma та Acinonyx, відокремилася від лінії спільного предка 6.7 млн років тому, роди Puma й Acinonyx розділилися 4.9 млн років тому і, зрештою, види Puma concolor і Herpailurus yagouaroundi розділилися трохи більше ніж 4 млн років тому. Однак згідно з іншим філогенетичним дослідженням на основі мітохондріальної ДНК перші дві події сталися понад 7.5 млн років тому, а розділення видів ягуарунді й пуми понад 5 млн років тому. 
| †Miracinonyx      | Miracinonyx inexpectatus, Miracinonyx trumani |
|                   | Miracinonyx inexpectatus, Miracinonyx trumani |
|                   | \| Пума (рід) (Puma) \| Пума (Puma concolor) \| \| \| Пума (Puma concolor) \| \| Herpailurus \| Ягуарунді (Herpailurus yagouaroundi) \| \| \| Ягуарунді (Herpailurus yagouaroundi) \| |
|                   | |
| Пума (рід) (Puma) | Пума (Puma concolor) |
|                   | Пума (Puma concolor) |
| Herpailurus       | Ягуарунді (Herpailurus yagouaroundi) |
|                   | Ягуарунді (Herpailurus yagouaroundi) |

| Пума (рід) (Puma) | Пума (Puma concolor)                 |
|                   | Пума (Puma concolor)                 |
| Herpailurus       | Ягуарунді (Herpailurus yagouaroundi) |
|                   | Ягуарунді (Herpailurus yagouaroundi) |

| †Miracinonyx      | Miracinonyx inexpectatus, Miracinonyx trumani |
|                   | Miracinonyx inexpectatus, Miracinonyx trumani |
|                   | \| Пума (рід) (Puma) \| Пума (Puma concolor) \| \| \| Пума (Puma concolor) \| \| Herpailurus \| Ягуарунді (Herpailurus yagouaroundi) \| \| \| Ягуарунді (Herpailurus yagouaroundi) \| |
|                   | |
| Пума (рід) (Puma) | Пума (Puma concolor) |
|                   | Пума (Puma concolor) |
| Herpailurus       | Ягуарунді (Herpailurus yagouaroundi) |
|                   | Ягуарунді (Herpailurus yagouaroundi) |

| Пума (рід) (Puma) | Пума (Puma concolor)                 |
|                   | Пума (Puma concolor)                 |
| Herpailurus       | Ягуарунді (Herpailurus yagouaroundi) |
|                   | Ягуарунді (Herpailurus yagouaroundi) |

## Зовнішній вигляд

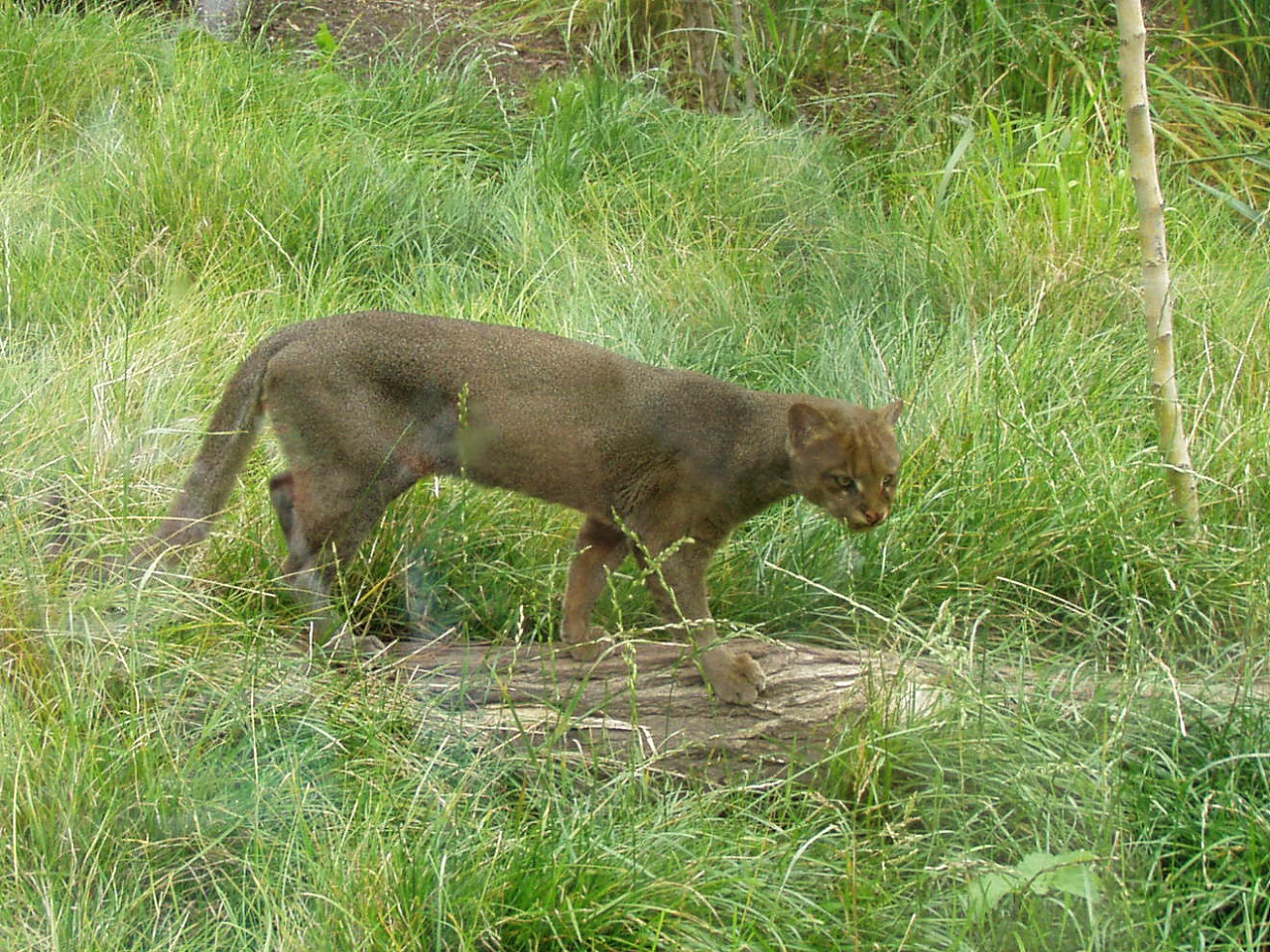
Ягуарунді в зоопарку міста Прага, Чехія

Таксономічна плутанина в розміщенні ягуарунді в родині котових підсилюється не лише нетиповим для цієї родини набором хромосом, але й зовнішністю. Ягуарунді не виглядає так, як це очікується від кішок.
Видовжене, гнучке, низької посадки тіло дещо нагадує куницю, хоча інші порівнюють цього хижака з ласкою або видрою. Темно забарвлений ягуарунді зовні нагадує чорно-коричневу неотропічну куницю тайру, але остання має чіткі жовтуваті плями на горлі. Ягуарунді має короткі сильні ноги й довгий, тонкий хвіст, що в цілому додає схожості з мадагаскарською фосою. Невелика, пласкувата голова ягуарунді має короткі заокруглені випростані вуха, на задній поверхні яких відсутні яскраві білі плями, які характерні багатьом іншим котовим.
Тіло завдовжки 55—77 см, а хвіст — 33—60 см, висота в загривку приблизно 25—35 см. Вага становить 4,5—9 кг. Самці трохи більші й важчі, ніж самиці тої ж популяції. Довжина задньої ступні — 120–156 мм, довжина вух — 25—40 мм. Мордочка коротка, а очі за кольором — медово-коричневі. Самиці мають три пари молочних залоз. Зубна формула: 3/3, 1/1, 3/2, 1/1 = 30.
Ягуарунді має найменше серед малих кішок міток на хутрі — є лише кілька слабких міток на обличчі й животі. Хутро коротке, гладеньке й монотонне. Є два основні різновиди кольору (хоча спостерігаються і проміжні): 1) від чорнуватого до коричнювато-сірого; 2) від яскраво-рудого до каштанового. Черево таке ж або трохи світліше за спину. Сірих/темних особин спостерігають в усіх біомах, де вид проживає, хоча в пустельних і дуже сухих місцях їх менше; натомість червонуватих особин не спостерігали на затоплених територіях. Дослідження мітохондріальної ДНК та мікросателітних маркерів показали, що в популяціях ягуарунді немає генетичної структури, яка могла б пояснити спостережний просторовий характер розподілу кольору шерсті. Найбільш вірогідним сценарієм є одноразове виникнення темно-сірого алеля та його подальше розширення по всьому ареалу ягуарунді, тоді як алель предків, який кодує червонуваті фенотипи, підтримував адаптаційну перевагу в деяких середовищах.
Через цю різницю в забарвленні ягуарунді спочатку класифікували як два окремі види: власне ягуарунді та ейра (eyra). Пізніше було встановлено, що, попри різницю в забарвленні, ягуарунді та ейра вільно злучаються, а в їхньому виводку можуть бути кошенята обох кольорів. Новонароджені ягуарунді іноді вирізняються дрібно крапчастим забарвленням.

## Поширення
Ягуарунді мешкає в Центральній і Південній Америці: від узбережжя Мексики до північного заходу Аргентини. Невелика популяція існує в південному Техасі й Аризоні (можливо, регіонально вимер). Ягуарунді демонструє велику гнучкість у виборі помешкань. Цих кішок зустрічали в саванах, у колючих чагарниках чапаралі, у вологих тропічних лісах, вологих луках. Особливості будови тіла дозволяють їм з легкістю пробиратися серед густої трави й чагарників. Все ж, частіше за все їх помічають там, де відкриті простори суміщаються із закритими. Ягуарунді часто селяться коло води — в заболочених місцях, на берегах струмків, річок і озер. У горах вони забираються на висоту до 3200 м над рівнем моря.

## Поведінка

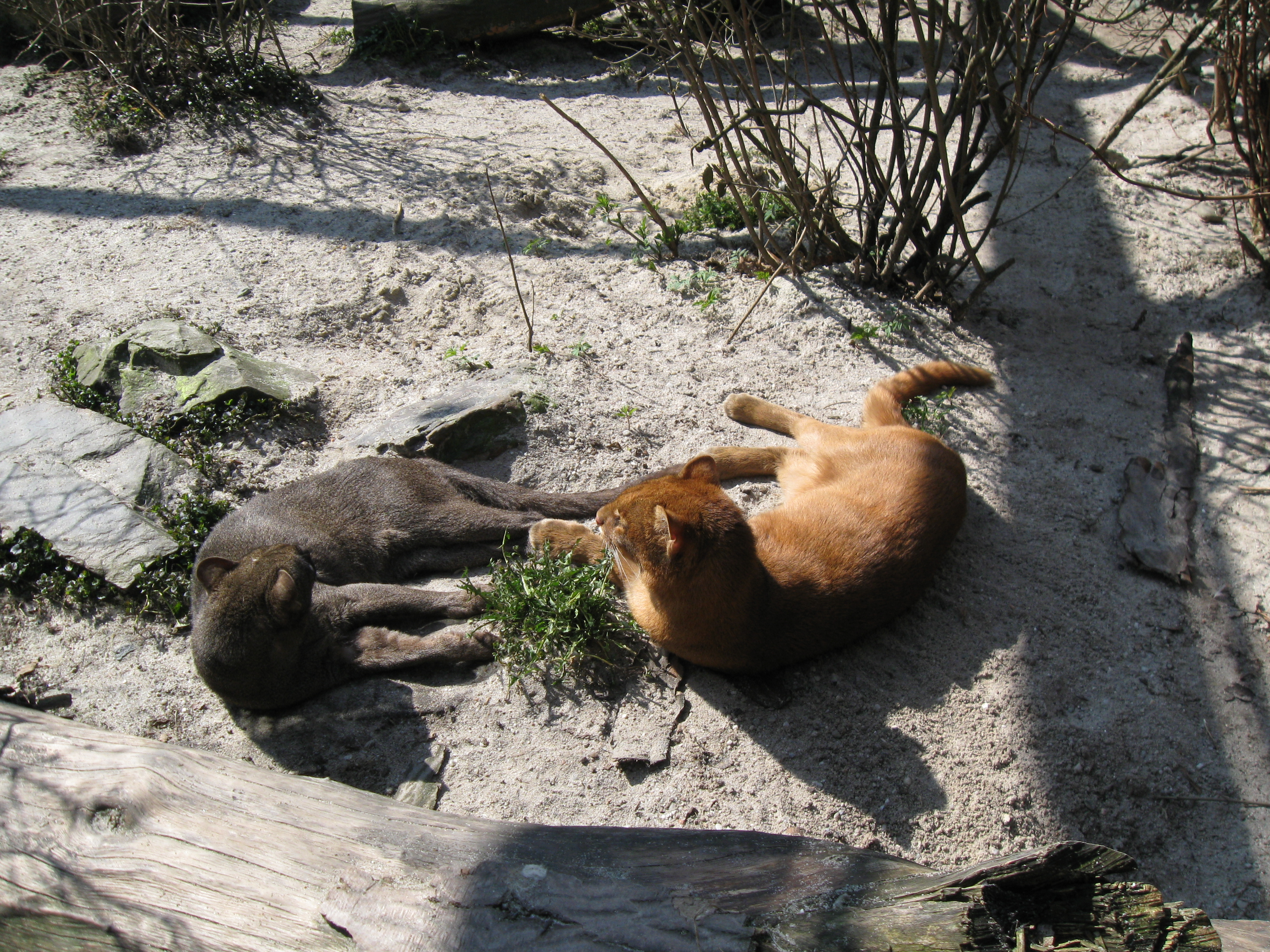
Пара ягуарунді в зоопарку міста Острава, Чехія

Ягуарунді — полохливі тварини, які переважно живуть поодиноко (за винятком шлюбного сезону). У неволі стосунки між ягуарунді видаються товариськими, принаймні між членами сім'ї. 
На відміну від більшості котових, ягуарунді активні в основному вдень; пік їхньої активності припадає на 11 годину ранку. Більшість спостережень показують, що ягуарунді полюють на землі, але вони є також хорошими дереволазами, пристосованими до переміщення уздовж гілок. Ягуарунді можуть також стрибати на двометрові відстані, щоб завдати сильного удару пташці або щоб дослідити шум у кущах, перед цим завмираючи в «положення штатива», тримаючи баланс задніми ногами та хвостом, подібно до кенгуру. Ягуарунді також вміють добре плавати, вони використовують цю здатність, щоб долати водні перешкоди.
Як це характерно для родини котових, у ягуарунді добре розвинені зір, слух і нюх. Дорослі ягуарунді мають широкий вокальний репертуар: щонайменше зафіксовано 13 різних вигуків. Вони мурчать, свистять, кричать, і видають своєрідний вигук, що приблизно можна назвати «щебетанням» через те, що він звучить дещо подібно до голосу птаха.
Розміри оселищ дуже різняться між популяціями. Індивідуальні ділянки самців в одній популяції мають площу від 88 до 100 км², в той час як самці іншої популяції мали ділянки площею лише 17,6 км². А для однієї самиці був зафіксований розмір ділянки 6,8 км².
Маркувальна поведінка ягуарунді відома тільки за спостереженнями в неволі, де вони часто роблять мітки-подряпини кігтями задніх лап; це іноді супроводжується одночасним сечовипусканням. Вони також залишають свої випорожнення непокритими, труться головами об об'єкти, залишають сліди кігтів на колодах та гілках — усі ці заходи, як вважається, служать нюховій або візуальній комунікативній функції.

## Харчування

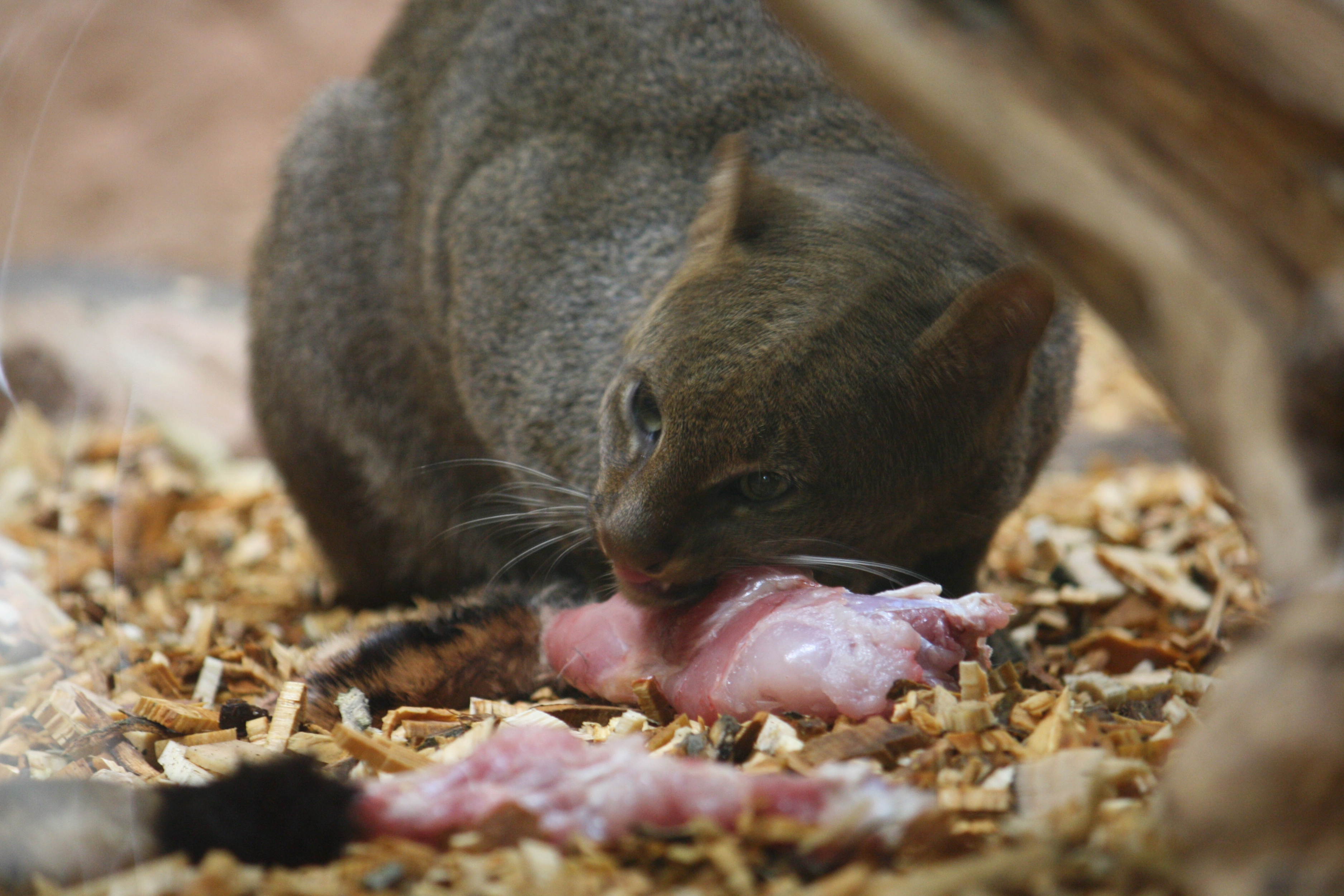
Ягуарунді їсть сире м'ясо (в зоопарку міста Прага, Чехія)

Ця кішка, як вважають, харчується переважно дрібною здобиччю (менш як 1 кг), різноманітними дрібними ссавцями, рептиліями, птахами, жабами й рибою, але може вполювати й порівняно велику здобич, таку як опосум чи броненосець. 
Зі ссавців ягуарунді найбільше здобуває флоридських кролів (Sylvilagus floridanus), очеретяних хом'яків (Zygodontomys), кавій бразильських (Cavia aperea) і щетинців (Echimyidae). З рептилій звичайною здобиччю є амейви (Ameiva ameiva) й ігуани (Iguana iguana). У невеликих кількостях вживає рослинну їжу (фрукти) і комах. Здійснює набіги на пташники, щоби поласувати свійською птицею. 
Загалом, ягуарунді — опортуністичні хижаки, які беруть найбільш поширену і найбільш доступну здобич, тому пропорції кожного харчового продукту, з'їденого ними, змінюються зі зміною географічного середовища. 
Харчовими конкурентами ягуарунді є інші котові, особливо марги й оцелоти, проте ця кішка уникає прямої конкуренції з ними завдяки денному способу життя; конкурує вона також з лисицями, койотами, рудими рисями й пумами.

## Розмноження

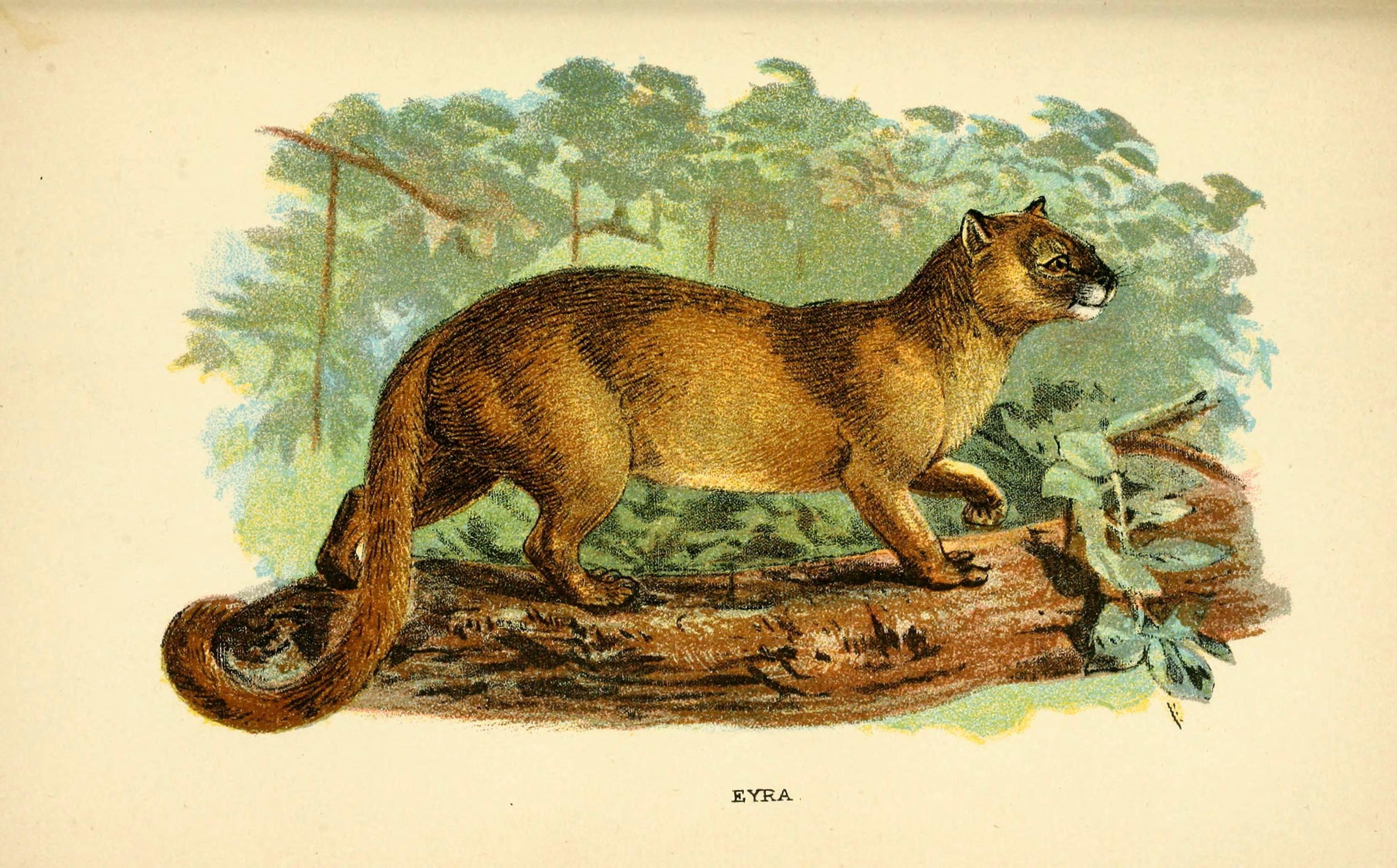
Ейра в ілюстрованому довіднику про ряд Carnivora.

Про розмноження ягуарунді відомо небагато. Недавні спостереження виявили, що деколи ці тварини, яких довгий час вважали за одинаків, займають ділянку парами й навіть групами.
Самиці досягають статевої зрілості у віці 2—3 років. На більшій частині ареалу у ягуарунді немає певного сезону розмноження; у Мексиці він припадає переважно на листопад, грудень. У неволі самиці ягуарунді розмножуються до двох разів на рік. Протягом періоду статевої сприйнятливості поведінка самиць зазвичай змінюється і включає більшу кількість катання на спині й запахового маркування. Самиці також більше вокалізують під час маркування сечею меж своїх індивідуальних ділянок. 
Самці з репродуктивним досвідом виказують велику увагу самицям під час гону — перебувають поблизу них і терплять велику частку проявів агресії від самиць, рідко виявляючи агресію у відповідь. Спаровування супроводжується гучним криком на початку й у кінці з типовим для котів укусом шиї, в якому самці міцно тримають хутро шиї самиці в зубах.
Самиці влаштовують лігва в порожніх деревах, що впали, або в чагарниках. Після вагітності тривалістю 63—75 днів народжується 1—4 кошенят. Дитинчата народжуються глухими та сліпими, але добре запушеними. Приблизно на 21-й день після народження самиця починає приносити кошенятам тваринну їжу, а на 28 день вони вперше виходять з лігва. До 42-го дня кошенята вже здатні полювати самі, а у віці до 2 років починають вести самостійне життя.
У неволі ягуарунді доживають до 15 років; у природі тривалість їхнього життя невідома.

## Ягуарунді та людина
До появи європейців індіанці Латинської Америки, очевидно, приручали ягуарунді для охорони будинків від дрібних гризунів та інших шкідників. Молоді ягуарунді дійсно легко приручаються і звикають до людей. Проте подібно до європейських тхорів, ягуарунді розоряють курники й тим шкодять птахівництву; з цієї причини в сільській місцевості їх вважають за шкідників.
Інколи ягуарунді привертають увагу художників-анімалістів, вони стають об'єктами для демотиваторів, кілька їхніх зображень знайшли своє місце на суринамських поштових марках, і, нарешті, ягуарунді стала головним героєм новели Вірджинії Гамільтон і Флойда Купера Jaguarundi (Blue Ribbon Signature).

## Загрози та охорона

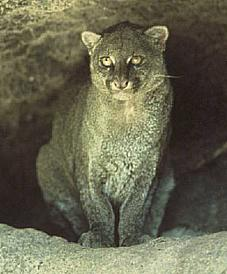
Сидячий ягуарунді

Вид захищений на більшій частині свого ареалу — полювання є незаконним у багатьох країнах. Про чисельність та екологію ягуарунді відомо мало. Хутро цього виду не має цінності й він не є об'єктом промислу, але ягуарунді деколи потрапляє в пастки, поставлені на інших тварин і, як вважають, страждає від конкуренції з більшими за розмірами оцелотами. 
Ягуарунді є горезвісними хижаками на домашню птицю і вбивства ягуарунді задля захисту птахів, як вважається, має значний локальний вплив на стан популяції цього хижака. Проте основним негативним впливом на популяцію ягуарунді є руйнування та фрагментація місць їхнього проживання (зокрема й масштабне перетворення саван на землі сільськогосподарського призначення) та виснаження харчових ресурсів.
До Червоного списку Міжнародного союзу охорони природи (МСОП) ягуарунді занесений як вид, що перебуває під найменшою загрозою існуванню. Але через те що, як показують дослідження, ягуарунді є видом із незвичайно низькою густотою населення, чисельність якого знижується, слід періодично переглядати статус цього виду. Ягуарунді вважається видом близьким до загрозливого стану в Аргентині й видом, що перебуває під загрозою вимирання в Мексиці.
Вид включений у Додаток II CITES. Популяції Центральної та Північній Америці включені в Додаток I CITES. Полювання заборонене в Аргентині, Белізі, Бразилії, Болівії, Колумбії, Коста-Риці, Французькій Гвіані, Гватемалі, Гондурасі, Мексиці, Панамі, Парагваї, Суринамі, Уругваї, США, Венесуелі, і є правила полювання в Перу.
У США Техаський департамент парків та дикої природи висловив своє занепокоєння за популяцію ягуарунді в південному Техасі у зв'язку зі скороченням їхнього місцевого середовища існування.